# Barbarigo (priimek)
Barbarigo je priimek več znanih ljudi:

## Pomembni nosilci priimka
- Marcantonio Barbarigo, italijanski kardinal
- Sveti Gregorio Giovanni Gasparo Barbarigo, italijanski kardinal
- Giovanni Francesco Barbarigo, italijanski rimskokatoliški škof in kardinal
- Pietro Barbarigo, italijanski rimskokatoliški patriarh
- Gregorio Giovanni Gasparo Barbarigo, italijanski rimskokatoliški škof in kardinal